# Береговий Олександр Анатолійович
Олекса́ндр Анатолі́йович Береговий  (нар. 1 жовтня 1982, м. Баштанка, Миколаївська область, Українська РСР - український політик Депутат Баштанської районної ради VII скликання, колишній член Радикальної партії Олега Ляшка. 

## Життєпис
Олександр Анатолійович Береговий народився 1 жовтня 1982 року в місті Баштанка Миколаївської області 
- 2000 рік закінчив Баштанську загальноосвітню школу №1.
- З 2001 по 2015 рік : займався підприємницькою діяльністю в сфері торгівлі.
- 2012 р. Заочно закінчив Миколаївський відкритий Міжнародний університет розвитку людини «Україна» за спеціальністю «Фінанси і кредит» та здобув кваліфікацію молодшого спеціаліста з фінансів і кредиту.*
- 2014−2017 рр. : навчався в Миколаївському національному аграрному університеті, де здобув кваліфікацію − бакалавр з менеджменту.
- З 2015 по 2017 рік очолював Раду волонтерів при райдержадміністрації, а з 2017 по 2020 рік займав посаду члена Ради волонтерів.
- 2019 році : закінчив Миколаївський національний аграрний університет, отримавши кваліфікацію − магістр управитель з адміністративної діяльності.

## Політика
З 25 жовтня 2020 року обраний головою Баштанської міської ради . 

### Війна Росії проти України (2022)
Після широкомасштабного вторгнення військ РФ до України в лютому 2022 року Береговий розумів, що ворог просувається швидко, а тому часу для підготовки оборони міста вкрай мало. Саме тому кропітка робота тут почалася одразу — зведення блокпостів, створення добровольчих формувань, риття окопів та інше. . .

## Сім'я
Одружений. 